# Gouvernement Jean-Charles
République d’Haïti
Paul Lafontant
Le gouvernement Enex Jean-Charles est le gouvernement d'Haïti du 28 mars 2016 au 21 mars 2017.

## Historique

### Formation
Le 22 mars 2016, après le rejet du gouvernement de Fritz Jean par l'Assemblée nationale, Enex Jean-Charles est nommé Premier ministre par un arrêté du président provisoire, Jocelerme Privert, après un accord avec le Parlement.
Le 24 mars, il forme son gouvernement qui est approuvé le même jour au Sénat à l'unanimité des 20 sénateurs et le lendemain à la Chambre des députés par 78 voix pour, une contre et 2 abstentions. Il est officiellement investi le 28 mars.

### Succession
Le 9 février 2017, deux jours après l'investiture du président Jovenel Moïse, il présente sa démission. Jack Guy Lafontant lui succède.

## Composition
| Portefeuille                                                                               | Titulaire | Titulaire                                                          | Parti |
| ------------------------------------------------------------------------------------------ | --------- | ------------------------------------------------------------------ | ----- |
| Premier ministre                                                                           |           | Enex Jean-Charles                                                  | SE    |
| Ministre de la Planification et de la Coopération externe                                  |           | Aviol Fleurant                                                     | SE    |
| Ministre de l'Économie et des Finances                                                     |           | Yves Romain Bastien                                                | SE    |
| Ministre de l'Agriculture, des Ressources naturelles et du Développement rural             |           | Pierre Guito Laurore                                               | SE    |
| Ministre de l'Environnement                                                                |           | Simon Dieuseul Desras                                              | SE    |
| Ministre de la Défense                                                                     |           | Simon Dieuseul Desras a.i. (jusqu'au 26/04/2016) Enex Jean-Charles | SE    |
| Ministre des Affaires étrangères et des Cultes                                             |           | Pierrot Delienne                                                   | SE    |
| Ministre de l'Intérieur et des Collectivités territoriales                                 |           | Pierrot Delienne a.i. (jusqu'au 02/04/2016) Anick Francois Joseph  | SE    |
| Ministre du Commerce et de l'Industrie Ministre des Haïtiens vivant à l’étranger (intérim) |           | Jessy Petit-Frère                                                  | SE    |
| Ministre de la Justice et de la Sécurité publique                                          |           | Florence Elie                                                      | SE    |
| Ministre de l'Éducation                                                                    |           | Jean Beauvois Dorsonne                                             | SE    |
| Ministre de la Santé publique et de la Population                                          |           | Daphnée Benoît Delsoin                                             | SE    |
| Ministre des Travaux publics, des Transports et de la Communication                        |           | Jacques Evelt Eveillard                                            | SE    |
| Ministre des Affaires sociales et du Travail                                               |           | Jean René Antoine Nicolas                                          | SE    |
| Ministre de la Jeunesse, des Sports et de l'Action civique                                 |           | Abel Nazaire                                                       | SE    |
| Ministre du Tourisme                                                                       |           | Didier Hyppolite                                                   | SE    |
| Ministre à la Condition féminine et aux Droits des femmes                                  |           | Marie Denise Claude                                                | SE    |
| Ministre de la Culture et de la Communication                                              |           | Marc-Aurèle Garcia                                                 | SE    |